# Султанат Занзибар
Султанат Занзибар (араб. سلطنة زنجبار‎, англ. Sultanate of Zanzibar, суахили Usultani wa Zanzibar) — государство, существовавшее с XIX века до 12 января 1964 года. С 1964 года является частью Объединённой Республики Танзания.

## История
Занзибар был выделен как удельное владение младшим членам династии правителей Оманского султаната (султанат Маскат) Бу Саиди. Власть султана Занзибара простиралась прежде на восточноафриканское побережье, между мысом Дальгадо и Кипини на реке Ози кроме того, на острова Унгуджа (остров Занзибар), Пемба и другие. Велась активная торговля рабами, а также торговля пряностями, слоновой костью и тому подобным. На Занзибаре развёрнулось широкое строительство.
Саид ибн Султан, наиболее сильный из оманских султанов, в 1853 году даже задумал перенести столицу государства из Маската в Занзибар для контроля над покоренными восточноафриканскими территориями. Но уже 1861 году в правление хафиса (наместника) Маджид ибн Саида (1861—1870) Занзибарский султанат отделился от Оманского, заручившись поддержкой британцев, активно колонизировавших Восточную Африку с начала XIX века.
К середине 1880-х годов Занзибар находился в сфере влияния Британской империи, хотя формального протектората не было установлено. Когда Германия приобрела владения во внутренних районах Восточной Африки, то и она заключила с султаном Занзибара договор об аренде прибрежной полосы. С 1888 года полоса от реки Рувума до реки Джубба управлялась Германской Восточноафриканской компанией, а на север от Джубы, равно как и гавани и острова на севере от Таны, — Британской Восточноафриканской компанией. В 1890 году был заключён так называемый Занзибарский договор: Великобритания установила протекторат над султанатом Занзибар, Германия за 4 миллиона марок купила у султана его права на арендованное ею ранее побережье.
Однако протекторат продержался недолго. 27 августа 1896 года в результате так называемой Англо-занзибарской войны, известной как самая короткая война в мировой истории (по книге рекордов Гиннесса), султан Халид ибн Баргаш был изгнан, а на трон был поставлен угодный британцам правитель.
В первой половине XX века на Занзибаре установился марионеточный султанский режим, полностью подконтрольный Великобритании, однако формально Занзибар оставался полусамостоятельным государственным образованием.
Борьба против британского и султанского господства активизировалась на Занзибаре после Второй мировой войны и в значительной степени подпитывалась из Танганьики.
10 декабря 1963 года было провозглашена государственная независимость Занзибара. 16 декабря этого же (1963) года новое государство было принято в ООН. Но уже 12 января 1964 года на Занзибаре произошла антифеодальная Занзибарская революция, в результате которой султан Сеид-Джамшид-ибн-Абдулла был свергнут с престола и изгнан из страны, что знаменовало собой конец существования султаната (была провозглашена Народная республика Занзибара и Пембы) и ускорило процесс объединения Занзибара и Танганьики в единое государство Объединенная Республика Танганьики и Занзибара (с 1 ноября 1964 года — Объединенная Республика Танзания).

## Правители Занзибара из династии Бу Саиди
- Халид ибн Саид р.1819, хамис Занзибара 1828—1854, сын Саида ибн Султана, султана Саидидского государства Маската и Омана в 1806—1856
- Маджид ибн Саид р.1834, хамис Занзибара 1856—1861, султан Занзибара 1861—1870, брат предыдущего
- Баргаш ибн Саид р.1837, султан Занзибара 1870—1888, брат предыдущего
- Халид ибн Баргаш р.1852, султан Занзибара 1888—1890
- Али ибн Саид р.1854, султан Занзибара 1890—1893, брат Баргаша ибн Саида
- Хамад ибн Тувайни р.1857, султан Занзибара 1893—1896, сын Тувайни ибн Саида, султана Саидидского государства Маската и Омана в 1856—1866
- Халид ибн Баргаш р.1874, султан Занзибара 1896, ум.1927
- Хамуд ибн Мухаммад ибн Саид р.1853, султан Занзибара 1896—1902
- Али ибн Хамуд р.1884, султан Занзибара 1902—1911
- Халифа ибн Харуб ибн Тувайни р.1879, султан Занзибара 1911—1960
- Абдуллах ибн Халифа р.1910, султан Занзибара 1960—1963
- Сеид-Джамшид-ибн-Абдулла р.1929, султан Занзибара 1963—1964